# 王良柱
王良柱（1501年—？年），字全宇，號九峰，福建省泉州府南安縣人，明朝政治人物。

## 生平
嘉靖四年（1525年）乙酉科福建鄉試第八十名舉人，嘉靖十一年（1532年）壬辰科第三甲第二百一十九名進士。觀吏部政，授中書舍人，陞工部員外郎，郎中。

## 家族
曾祖王尚瑀；祖王錞，生員；父王海，貢士，封中書舍人，再封郎中；母黃氏，封宜人。具慶下。弟良檝；良采。子炤（監生都司都事）；點（監生）；列（生員），孫坤京（生員）；坊京（增廣生）；在京（生員）；觀京（生員）；墀京（廩生）；堡京（監生）；亘京（廩生）；陞京（生員）；基京（生員）；繼曾（丁酉典魁）。